# Hahnia laticeps
Hahnia laticeps là một loài nhện trong họ Hahniidae.
Loài này thuộc chi Hahnia. Hahnia laticeps được Eugène Simon miêu tả năm 1898.